# Arctonyx collaris
Il tasso naso di porco (Arctonyx collaris F. Cuvier, 1825) è un carnivoro della sottofamiglia dei tassi (Melinae) appartenente alla famiglia dei Mustelidi (Mustelidae). È diffuso nel Sud-est asiatico dall'India nord-orientale, attraverso il Myanmar, la Thailandia, la Cambogia e il Laos, fino al Vietnam.

## Descrizione
Il tasso naso di porco presenta una lunghezza testa-tronco di 65-104 centimetri e una coda lunga 19-29 centimetri. Questo ne fa la specie più grande di tutti i tassi e sembra quasi un piccolo orso. La coda misura solitamente un terzo della lunghezza testa-tronco. Il piede posteriore misura 11-13,5 centimetri e le orecchie sono lunghe circa 4 centimetri. Il cranio è lungo 15-17,2 cm (lunghezza condilobasale) e largo 7,6-9,9 cm (larghezza dell'arco zigomatico). Negli esemplari adulti la cresta sagittale è ben sviluppata. La parte anteriore del corpo è nella maggior parte degli esemplari nerastra, mentre il resto è di colore più o meno grigio. Il tasso naso di porco si distingue dalle altre specie del suo genere per le dimensioni, i molari più grandi e forti, la pelliccia più chiara e più corta e gli artigli più lunghi e più forti.

## Biologia
Il tasso naso di porco vive principalmente nei boschi. Il comportamento sociale e la biologia riproduttiva di questi animali non sono ancora ben noti. Sono probabilmente per lo più animali solitari e crepuscolari che dormono durante il giorno in tane che hanno scavato loro stessi o in fenditure del terreno. Anche la dieta non è stata studiata a fondo. Secondo varie informazioni, spesso piuttosto datate, si nutrirebbero di vermi, millepiedi, insetti e altri piccoli invertebrati, piccoli rettili, compresi serpenti, pesci e carogne. Gli esemplari tenuti in cattività mangiavano anche pane e riso. È probabile che questi animali siano onnivori adattabili, che utilizzano una grande varietà di fonti di cibo a seconda della stagione, delle condizioni locali e delle preferenze individuali. I predatori del tasso naso di porco sono principalmente le specie di felini più grandi.

## Tassonomia
Il tasso naso di porco venne descritto scientificamente per la prima volta nel 1825 dallo zoologo francese Frédéric Cuvier. Cuvier introdusse anche il genere Arctonyx, che venne a lungo considerato monotipico, con Arctonyx collaris come unica specie. Due specie descritte in seguito, Arctonyx dictator e Arctonyx annaeus, sono risultate essere sinonimi di Arctonyx collaris. Nel 2008, lo zoologo americano Kristofer Helgen, sua moglie e un collega di Singapore hanno pubblicato una revisione del genere Arctonyx e riconvalidato altre due specie di tasso naso di porco dopo essere stati in grado di dimostrare differenze morfologiche significative tra le tre specie.